# Valpromida
A valpromida (nome comercial: Depamida) é um derivado de carboxamida do ácido valpróico usado no tratamento da epilepsia e alguns transtornos de humor. É metabolizada extensivamente (~80%) em ácido valpróico (que age também como anticonvulsivante), mas possui propriedades anticonvulsivantes próprias. Os níveis plasmáticos da valpromida são mais estáveis e superior aos do ácido valpróico ou valproato, de modo que  parece ser mais eficaz na prevenção de convulsões febris. No entanto, é cem vezes mais potente como um inibidor da epóxido hidroxilase microssomal do fígado. Por isso, o uso com outros inibidores da epóxido hidrolase, como a carbamazepina, aumenta o potencial de intoxicação e é desaconselhado clinicamente.
A valpromida é formada pela reação do ácido valpróico e amônia utilizando o cloreto de acila como intermediário.
Na forma pura, a valpromida é um pó cristalino branco e tem ponto de fusão de cerca de 125-126 ° C. Está disponível no mercado em alguns países europeus e no México.